# ناجما
ناجما (بالهندية: नघमा}}; بالتاميلية:நக்மா) (ولدت في 25 ديسمبر 1974) هي ممثلة هندية، تشارك في أعمال فنية في بوليوود وكذلك في السينما التاميلية والبنغالية. لأب هندوسي وأم مسلمة ولدت بإقليم البنجاب بالهند. دخلت المجال السينمائي لأول مره بفيلم باجهي برفقة سلمان خان. بعدها انتقلت إلى أفلام التاميل والتيلوجو محققة اردات عالية في شباك التذاكر.

## أعمالها
بعض أفلامها:
- باجهي، مع سلمان خان.
- كاون روكيجا، مع تشانكي باندي وجوفيندا.
- بيوافا سي وافا، مع فيفيك مواشران وجوهي تشاولا.

## روابط خارجية
- ناجما على موقع IMDb (الإنجليزية)
- ناجما على موقع أول موفي (الإنجليزية)
- ناجما على موقع قاعدة بيانات الفيلم (الإنجليزية)